# Championnat du Lesotho de football 2014-2015
Navigation
Édition précédente Édition suivante
La saison 2014-2015 du Championnat du Lesotho de football est la quarante-sixième édition du championnat de première division au Lesotho. Les quatorze équipes engagées sont regroupées au sein d'une poule unique où elles affrontent deux fois leurs adversaires, à domicile et à l'extérieur. En fin de saison, les deux derniers du classement sont relégués et remplacés par les deux meilleurs clubs de deuxième division.
C'est le Lioli FC qui remporte la compétition cette saison après avoir terminé en tête du classement, avec sept points d'avance sur le tenant du titre, Bantu FC et seize sur le Lesotho Correctional Services. C'est le quatrième titre de champion du Lesotho de l'histoire du club.

## Participants
- Lesotho Defence Force FC
- Likhopo FC
- FC Kick 4 Life - Promu de D2
- Lesotho Correctional Services
- Matlama FC
- Linare FC
- LMPS FC
- Lioli FC
- Bantu FC
- Qoaling Highlanders
- Likila United[1] - Promu de D2
- Sundawana FC[2]
- Nyenye Rovers
- Mphatlalatsane FC

## Compétition

### Classement
Le classement est établi sur le barème de points classique : victoire à 3 points, match nul à 1, défaite à 0.
| Rang | Équipe                        | Pts | J  | G  | N  | P  | Bp | Bc | Diff |
| ---- | ----------------------------- | --- | -- | -- | -- | -- | -- | -- | ---- |
| 1    | Lioli FCT                     | 63  | 26 | 19 | 6  | 1  | 49 | 7  | +42  |
| 2    | Bantu FCC                     | 56  | 26 | 16 | 8  | 2  | 45 | 16 | +29  |
| 3    | Lesotho Correctional Services | 47  | 26 | 13 | 8  | 5  | 31 | 17 | +14  |
| 4    | Matlama FC                    | 46  | 26 | 12 | 10 | 4  | 36 | 16 | +20  |
| 5    | Lesotho Defence Force FC      | 46  | 26 | 13 | 7  | 6  | 31 | 22 | +9   |
| 6    | Likila UnitedP                | 36  | 26 | 9  | 9  | 8  | 32 | 27 | +5   |
| 7    | Likhopo FC                    | 35  | 26 | 9  | 8  | 9  | 31 | 30 | +1   |
| 8    | Sundawana FC                  | 29  | 26 | 8  | 5  | 13 | 24 | 34 | -10  |
| 9    | LMPS FC                       | 29  | 26 | 8  | 5  | 13 | 19 | 32 | -13  |
| 10   | Linare FC                     | 28  | 26 | 8  | 4  | 14 | 18 | 24 | -6   |
| 11   | FC Kick 4 Life P              | 25  | 26 | 7  | 4  | 15 | 28 | 31 | -3   |
| 12   | Mphatlalatsane FC             | 25  | 26 | 5  | 10 | 11 | 18 | 33 | -15  |
| 13   | Nyenye Rovers                 | 24  | 26 | 6  | 6  | 14 | 18 | 37 | -19  |
| 14   | Qoaling Highlanders           | 9   | 26 | 1  | 6  | 19 | 16 | 70 | -54  |

|  | Qualification pour la Ligue des champions de la CAF 2016                                |
|  | Relégation directe en deuxième division                                                 |
|  | T : Tenant du titre C : Vainqueur de la Coupe du Lesotho P : Promu de deuxième division |

## Bilan de la saison
| Championnat du Lesotho de football 2014-2015                        |                     |
| Champion                                                            | Lioli FC (4e titre) |
| Coupes et trophées                                                  |                     |
| Vainqueur de la Coupe du Lesotho 2014-2015                          | Bantu FC            |
| Qualifications continentales                                        |                     |
| Ligue des champions de la CAF 2016                                  | Lioli FC            |
| Coupe de la confédération 2016                                      | Aucun               |
| Promotions et relégations                                           |                     |
| Promus en Championnat du Lesotho de football                        | Liphakoe FC         |
| Promus en Championnat du Lesotho de football                        | Roma Rovers         |
| Relégués en Championnat du Lesotho de football de deuxième division | Nyenye Rovers       |
| Relégués en Championnat du Lesotho de football de deuxième division | Qoaling Highlanders |